# Telekom Romania
A Telekom Romania (Romániában is használt hivatalos angol nevén: Telekom Romania Communications SA) romániai távközlési vállalatcsoport, bukaresti székhellyel. A cég legnagyobb tulajdonosa – áttételesen – a német Deutsche Telekom. A vállalat 2014-ben vette fel a Telekom márkanevet, korábban a vezetékes ágazat Romtelecom, a mobil Cosmote néven volt ismert az országban. 2014 óta a vezetékes ágazat a Telekom Romania Communications, a mobil pedig a Telekom Romania Mobile Communications nevet használja, e két márkát összefogó vállalat pedig a Telekom Romania. (Ugyanakkor a Magyar Telekomnak is van egy leányvállalata a romániai piacon, a Telekom Romaniától teljesen függetlenül működő Combridge, mely elsősorban a vállalati ügyfeleknek kínál távközlési szolgáltatásokat.)

## Cégszerkezet
A márkanév 2014-es bevezetésekor a Romtelekom 54,01 százaléka a görög OTE, 44,99 százaléka pedig a román állam tulajdonában volt. 2019-ben a vezetékes ágazat tulajdonosi struktúrája változatlan, a mobilé közel 70 százalékban az OTE, 30 százalékban az anyacég, a Telekom Romania, és 0,1 ezreléket el nem érő mértékben a Societatea Națională de Radiocomunicații (Nemzeti Rádiókommunikációs Társaság) tulajdonában van. Az OTÉ-t 45 százalékban a Deutsche Telekom, 55 százalékban a görög állam birtokolja. 2014-ben a Cosmote a harmadik legnagyobb mobilszolgáltató volt Romániában, (a Vodafone és az Orange után), mintegy 6 millió előfizetővel. A Romtelekomnak 10 millió ügyfele volt.
Egy 2018-ban született, a sajtóban csak kapzsi adóként emlegetett kormányrendelet 3 százalékos különadót vetett ki a Telekom vállalatokra. Ennek hatására 2019-ben a Deutsche Telekom a romániai üzletágának felszámolásáról határozott, azonban az egész vállalatot átvevő ajánlat nem érkezett. Ősszel a Digi romániai tulajdonosától érkezett ajánlat a hálózati infrastruktúra megvásárlására, azonban az előfizetők átvétele nélkül.

## Története
Az amerikai ITT távközlési vállalat 1929-ben kezdett tárgyalásokat a román kormánnyal a Societatea Anonimă Română de Telefoane (S.A.R.T.) nevű telefontársaság megvásárlásáról. Távközlési szolgáltatások korábban is léteztek Romániában, de elszigetelten, nehézkes bel- és külföldi kapcsolódási lehetőségekkel. Az ITT volt az első, amely a S.A.R.T. révén egységes, a kor színvonalának megfelelő modern szolgáltatást épített ki az országban az 1930-as évek elején. 1949-ben a romániai Posta- és Távközlési Minisztérium államosította a társaságot, ami 1989-ben ROM-POST-TELECOM néven valamennyi postai szolgáltatást (távközlés, postahivatalok, lapterjesztés, levél- és csomagkézbesítés) magában foglaló állami nagyvállalatként, de már a minisztériumtól független szervezetként működött. 1991-ben alakult meg a Romtelecom, ami az ország vezetékes hálózatát üzemeltette monopolszolgáltatóként. A távközlési liberalizációig eltelt évek alatt is bevontak külföldi vállalatokat a hálózat fejlesztésére, korszerűsítésére: 1993-ban Transpac-Romtelecom néven francia vegyesvállalatot hoztak létre hálózatfejlesztésre, de együttműködési szerződésük volt a Alcatellel és a német Siemenssel is eszközök beszerzésére. 1997-ben a vállalatot részvénytársasággá alakították, majd a következő évben privatizálták: a társtulajdonos a görög OTE lett, a részvények 35 százalékáért fizetett 675 millió dolláros befektetéssel – a többségi tulajdonos az állam maradt.
A Romtelekom mobiltelefonos szolgáltatása csak 2000-ben indult el a CosmoRom nevű vállalat megalapításával, és mindössze három város lefedésével: Bukarest, Konstanca és Brassó lakosai érhették el a cég mobilszolgáltatását. Ekkor már – 1996 óta – két mobilszolgáltató működött Romániában: a MobiFon és a Mobil Rom. A Romtelecom tulajdonában lévő vállalatot 2005-ben vásárolta meg az OTE – innen a ma ismert neve is: CosmOTE -, azonban a késői piaci indulás a mai napig meghatározza a cég piaci helyzetét: csupán a harmadik, a mobiltelefonos szolgáltatások szegmensében.
Mindkét üzletág – mobil és vezetékes – 2014-ben vette fel a Telekom Romania márkanevet, ekkor vonult ki a Romtelecom és a Cosmote brand a piacról.

## Gazdasági adatok
A cég éves árbevétele 2014 óta 2,6–2,7 millió lej között mozgott, emellett minden évben veszteséget mutatott ki, melynek mértéke 122–947 millió lej között volt. Az alkalmazottak átlagos létszáma a 2014-ben jelentett 5690-ről 2018-ban 4404-re csökkent. 2017-ben a cég 5,7 millió mobil előfizetővel, 1,9 millió vezetékes előfizetővel és 1,2 millió internet-előfizetővel rendelkezett; mindhárom szám csökkent az előző évhez képest.